# 天来書院
株式会社 天来書院（てんらいしょいん）は、東京都品川区に本社を置く出版社であり、一貫して書道関係書出版を行う老舗である。大正6年の創業で、創業者は初代芸術院会員である比田井天来。

## 略歴
- 1917年（大正6年）　比田井天来が「大同書会」の経営者に着任。10月より雑誌『書勢』発刊。
- 1924年（大正13年）　「書学院」設立。
- 1990年（平成2年）　「天来書院」に商号変更。

## 沿革

### 創業
- 1917年（大正6年）5月13日　日下部鳴鶴傘寿を記念し、鳴鶴を会頭とする「大同書会」が結成され、鳴鶴の命により比田井天来が大同書会の経営者となる。幸田露伴、犬養毅、後藤朝太郎、高田竹山、中村不折らといった執筆陣のもとに雑誌『書勢』(編集長井原雲涯)を10月に発刊。これを以って創業となる。

### 書学院設立へ
- 1918年（大正7年）　天来は自らのコレクションをもとに、かねてより師鳴鶴との構想であった「書道館」（後の書学院）を建て、歴代の碑帖を展示して学書者に閲覧させようと考え、「書学院建設辞」を草す。
- 1919年（大正8年）　「書学院建設趣旨書」を出す。発起人として犬養毅、細川潤次朗、頭山満、大谷光瑞、樺山資紀、嘉納治五郎、日下部鳴鶴、松方正義、松平直亮、股野琢、後藤新平、小牧昌業、沢柳政太郎、三島毅、釈宗演、土方久元、国外粛親王が名を連ねる。
- 1921年（大正10年）　『学書筌蹄』(全20巻)刊行開始。以後、『余清斎帖』『朝鮮書道精華』『昭代法帖』など多数の書道関係書を刊行する。
- 1922年（大正11年）　日下部鳴鶴没。
- 1924年（大正13年）　東京初台町に居を構え、「書学院」の看板を掲げる。同年、大同書会の法帖出版部門は「書学院後援会」に統合、改称される。

### 昭和期の活動と変遷
- 1928年（昭和3年）　4月、『書勢』編集長井原雲涯没。5月号を以って『書勢』休刊。
- 1930年（昭和5年）　東京代々木南山谷に「書学院」を建設。あわせて比田井天来・比田井小琴により、教授部が開設される。
- 1931年（昭和6年）　7月に雑誌『書道春秋』、10月に雑誌『実用書道』創刊。
- 1932年（昭和7年）　鎌倉の「書学院」本部の建設に着手。同11年完成。以後、代々木と鎌倉の両方で「書学院」の活動が行われる。
- 1937年（昭和12年）　4月、鳴鶴門の同志や一門と共に「大日本書道院」を創立。6月、雑誌『書勢』復刊。
- 1939年（昭和14年）　天来没。比田井南谷が「書学院」を継承する。『書勢』誌の刊行を継続し、古碑帖などを出版、小琴を助けて教授部を続行する。
- 1943年（昭和18年）　第二次大戦の激化により、出版部は「大日本書道出版」に参加する。
- 1945年（昭和20年）　終戦となり、出版および教授部の活動は一時停止する。
- 1946年（昭和21年）　鎌倉の「書学院」本部において、小琴が教授部を再開する。
- 1948年（昭和23年）　小琴没。南谷が「書学院」を横浜に移し、現在に至る。
- 1969年（昭和44年）　南谷が横浜にて「書学院出版部」を再開。

### 天来書院へ
- 1990年（平成2年）　南谷の長女、比田井和子が「天来書院」として商号変更、法人設立。書籍やビデオなどメディア刊行の他、展覧会、イベントの企画、執筆など活動を広げる。
- 1996年（平成8年）　ビデオ『書-二十世紀の巨匠たち』（全6巻）刊行。インターネットホームページ開設。
- 1998年（平成10年）　本社を品川に移転。
- 2002年（平成14年）　天来書院テキストシリーズ増補8巻を加え、2014年現在61巻刊行中。
- 2011年（平成23年）　インターネットテレビ局「書道テレビ」を開局し、書道に関するあらゆる分野についての情報発信を開始。
- 2014年（平成26年）　インターネットの書道用品専門店「筆屋」を開設。

## 外部サイト
- 天来書院ホームページ
- 筆屋
- 天来書院（YouTube）